# Municipio de Rainy Butte
El municipio de Rainy Butte (en inglés: Rainy Butte Township) es un municipio ubicado en el condado de Slope en el estado estadounidense de Dakota del Norte. En el año 2010 tenía una población de 27 habitantes y una densidad poblacional de 0,29 personas por km².

## Geografía
El municipio de Rainy Butte se encuentra ubicado en las coordenadas 46°29′51″N 102°59′21″O / 46.49750, -102.98917. Según la Oficina del Censo de los Estados Unidos, el municipio tiene una superficie total de 92.86 km², de la cual 92,86 km² corresponden a tierra firme y (0 %) 0 km² es agua.

## Demografía
Según el censo de 2010, había 27 personas residiendo en el municipio de Rainy Butte. La densidad de población era de 0,29 hab./km². De los 27 habitantes, el municipio de Rainy Butte estaba compuesto por el 85,19 % blancos, el 11,11 % eran amerindios y el 3,7 % eran de una mezcla de razas. Del total de la población el 0 % eran hispanos o latinos de cualquier raza.